# Ахкерпи
Ахкерпи (груз. ახკერპი) — село в Грузии, на территории Марнеульского муниципалитета края (мхаре) Квемо-Картли.

## География
Село находится в юго-восточной части Грузии, на северном склоне Сомхетского хребта, вблизи государственной границы с Арменией, на расстоянии приблизительно 32 километров (по прямой) к юго-западу от города Марнеули, административного центра муниципалитета. Абсолютная высота — 996 метров над уровнем моря.

## Население
По результатам официальной переписи населения 2014 года в Ахкерпи проживало 610 человек (286 мужчин и 324 женщины). В национальной структуре населения армяне составляли 99,7 %.
| Год  | Население, человек |
| ---- | ------------------ |
| 2002 | 742                |
| 2014 | ↘ 610              |